# Iuri Hatminski
Iuri Hatminski (în rusă Юрий Фёдорович Хатминский, Iuri Fiodorovici Hatminski; n. 25 martie 1932, Leningrad – d. 27 februarie 2016) a fost un oftalmolog ruș, doctor habilitat în științe medicale, profesor al Universității Medicale de Stat din Kemerovo.
A primit titluli de „Veteran al Muncii” si „Inventator al URSS”.